# Sous-secrétaire d'État parlementaire aux Arts et au Patrimoine du Royaume-Uni
Le sous-secrétaire d'État parlementaire aux Arts et au Patrimoine (en anglais : Parliamentary Under-Secretary of State for Arts and Heritage) est un poste subalterne au Département de la Culture, des Médias et du Sport du gouvernement britannique.
L'actuel titulaire de ce poste est le Baron Parkinson de Whitley Bay qui a pris ses fonctions le 30 septembre 2021.

## Liste des sous-secrétaires d'État parlementaire
| Nom                                                            | Nom                                            | Portrait                                     | Dates du mandat                              | Dates du mandat                              | Parti Politique                              | Premier ministre                             | Premier ministre                             |
| Ministre d'État au Numérique et à la Culture                   | Ministre d'État au Numérique et à la Culture   | Ministre d'État au Numérique et à la Culture | Ministre d'État au Numérique et à la Culture | Ministre d'État au Numérique et à la Culture | Ministre d'État au Numérique et à la Culture | Ministre d'État au Numérique et à la Culture | Ministre d'État au Numérique et à la Culture |
| -------------------------------------------------------------- | ---------------------------------------------- | -------------------------------------------- | -------------------------------------------- | -------------------------------------------- | -------------------------------------------- | -------------------------------------------- | -------------------------------------------- |
|                                                                | Baronne Lancaster de Kimbolton MP pour Gosport |                                              | 13 février 2020                              | 15 septembre 2021                            | Conservateur                                 |                                              | Boris Johnson                                |
| Sous-secrétaire d'État parlementaire aux Arts                  |                                                |                                              |                                              |                                              |                                              |                                              |                                              |
|                                                                | Baron Parkinson de Whitley Bay MP pour Pudsey  |                                              | 30 septembre 2021                            | 20 septembre 2022                            | Conservateur                                 |                                              | Boris Johnson                                |
| Sous-secrétaire d'État parlementaire aux Arts et au Patrimoine |                                                |                                              |                                              |                                              |                                              |                                              |                                              |
|                                                                | Baron Parkinson de Whitley Bay MP pour Pudsey  |                                              | 27 octobre 2022                              | en cours                                     | Conservateur                                 |                                              | Rishi Sunak                                  |